# Conchylodes platinalis
Conchylodes platinalis là một loài bướm đêm trong họ Crambidae.